# Kontaktfamilj
Som kontaktfamilj tar man regelbundet emot ett barn i sitt hem. På så sätt får barnet tillgång till en bonusfamilj och barnets förälder får avlastning.

## Vem är kontaktfamilj?
En kontaktfamilj kan nästan se ut hur som helst. Gammal eller ung, med egna barn eller utan, boende på landet eller i en lägenhet i stan, ensamstående eller samboende. En kontaktfamilj ska ha en stabil livssituation samt ha tid, tålamod och intresse av att ta emot ett barn.

## Vem får kontaktfamilj?
Svaret på varför ett barn får kontaktfamilj skiljer sig från fall till fall. Två vanliga anledningar är att barnet bor hos en ensamstående förälder med glest socialt nätverk eller att barnet anses må bra av att få uppleva hur ett annat hem fungerar. Det kan vara så att barnet tar så mycket av förälderns uppmärksamhet att det inte finns mycket tid över för syskon eller att barnet har en bekymmersam hemsituation där föräldrarna inte hela vägen förmår att ge barnet det stöd som barnet behöver. Att få kontaktfamilj är en frivillig insats.

## Liknande uppdrag
Kontaktpersoner, stödfamiljer och avlastningsfamiljer har roller som liknar kontaktfamiljens. En kontaktperson fungerar som en kompis och medmänniska till en person som vanligtvis behöver ett utökat kontaktnät. Stödfamiljsuppdraget liknar kontaktfamiljsuppdraget mer. Det finns även kommuner som använder begreppen synonymt. Men den mer vedertagna definitionen är att stödfamilj endast ges till barn med funktionsnedsättning och i syfte att avlasta dess familj. En kontaktfamilj däremot kan även barn utan funktionsnedsättning få. En stödfamilj kan även kallas avlastningsfamilj.

## Vilka regler gäller?
Exakt hur kontaktfamiljsuppdraget ser ut varierar från fall till fall och från kommun till kommun. Kommuner har olika riktlinjer. Det är en kommuns socialtjänst som tillsätter kontaktfamiljer. Kontakta socialtjänsten i din kommun om du vill veta mer om förutsättningarna där du bor.